# یواس‌اس بلیدن (ای‌پی‌ای-۶۳)
یواس‌اس بلیدن (ای‌پی‌ای-۶۳) (به انگلیسی: USS Bladen (APA-63)) یک کشتی بود که طول آن ۴۲۶ فوت (۱۳۰ متر) بود. این کشتی در سال ۱۹۴۴ ساخته شد.